# 扭轴鹅观草
扭轴鹅观草（学名：Roegneria schrenkiana）为禾本科鹅观草属下的一个种。